# Oropesa
Per al municipi de la Plana Alta, vegeu Orpesa.
Oropesa és un municipi de la província de Toledo, a la comunitat autònoma de Castella la Manxa. Limita amb els termes municipals de Candeleda i Arenas de San Pedro al nord, en la província d'Àvila, Navalcán, Parrillas, Velada, Torralba de Oropesa i Calera y Chozas a l'est, Alcolea de Tajo i Torrico al sud i Lagartera a l'oest en la de Toledo. La devesa del Verdugal limita a més amb El Gordo al sud, Peraleda de la Mata de Morella i Talayuela a l'oest, en la província de Càceres i La Calzada de Oropesa al nord i est, en la de Toledo, i Rosarito, per la seva banda, limita amb Talayuela i Villanueva de la Vera a l'oest i Madrigal de la Vera al nord en la província de Càceres, Candeleda al nord en la d'Àvila i La Calzada de Oropesa a l'est i sud en la de Toledo.

## Vistas del Castell

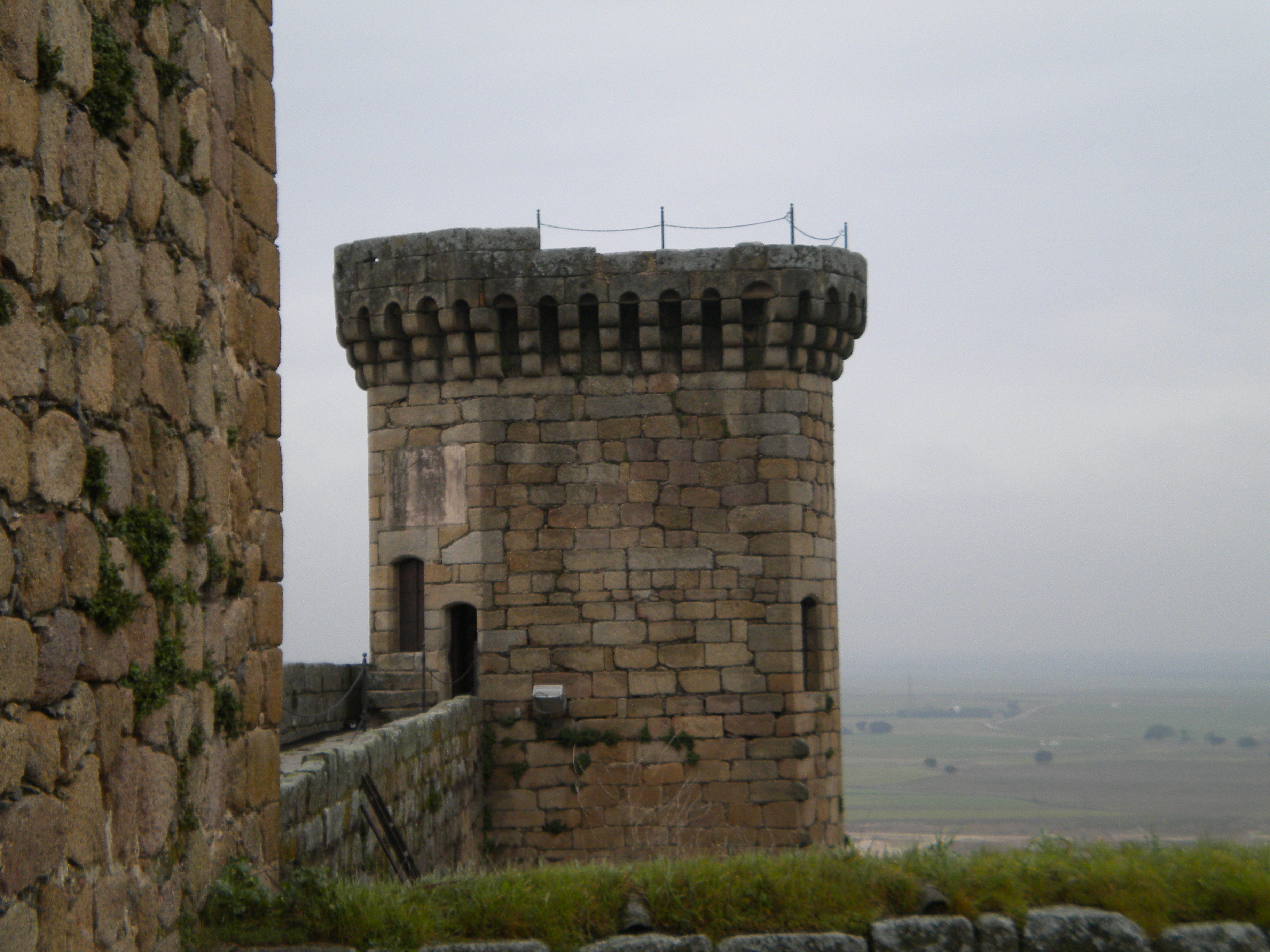
Torre de Ponent
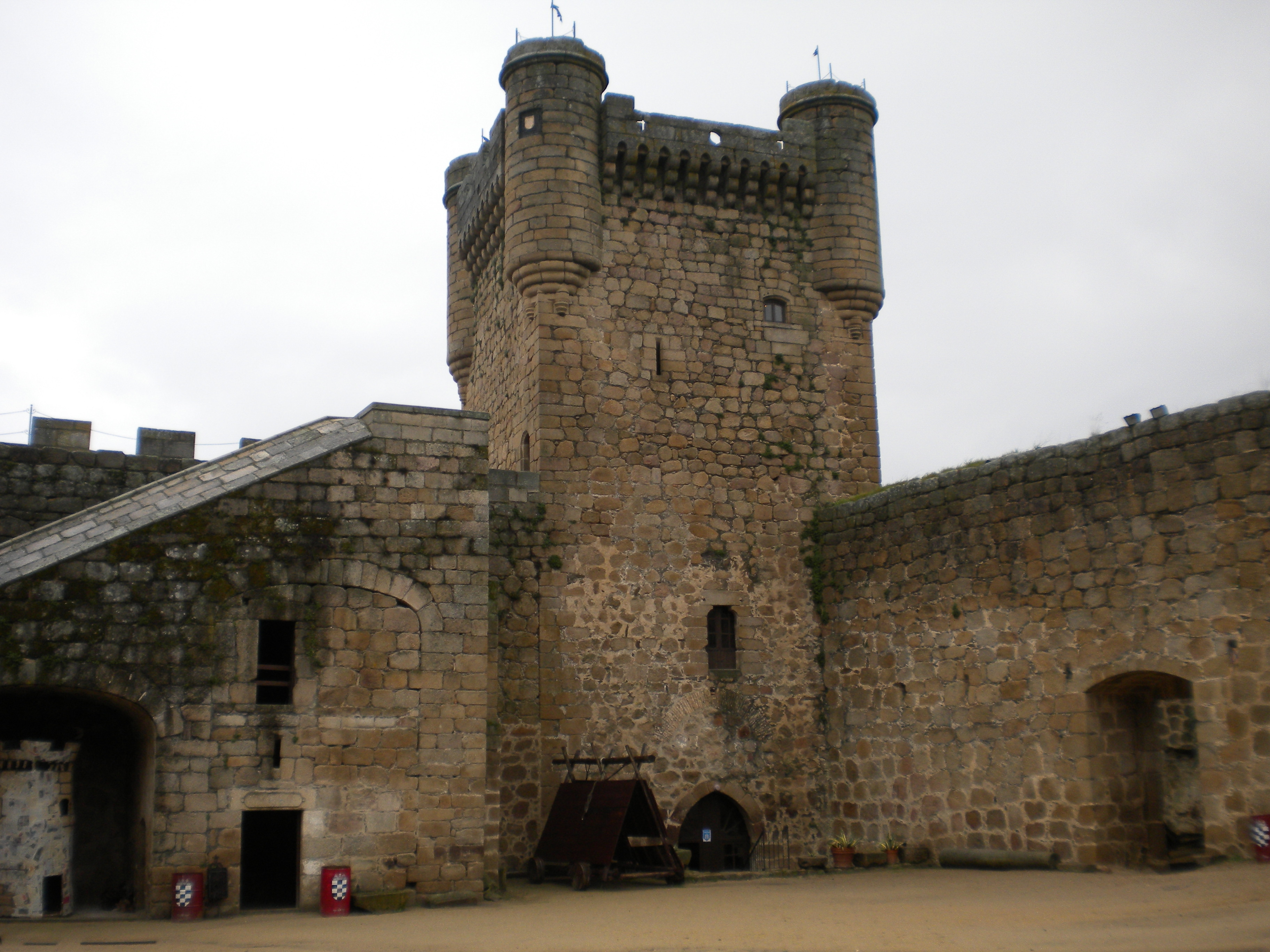
Vista lateral del Castell
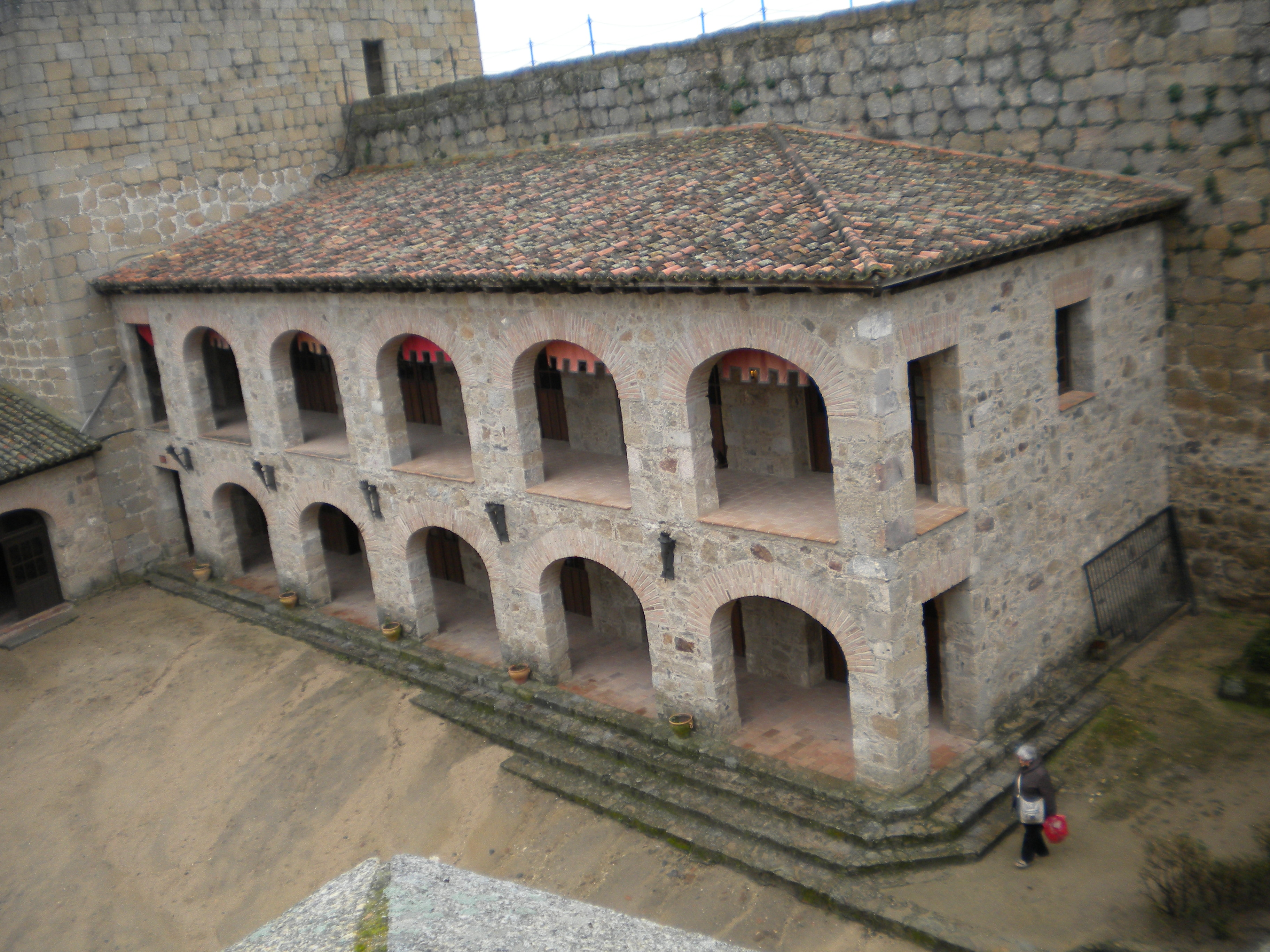
Un dels patis interiors del Castell
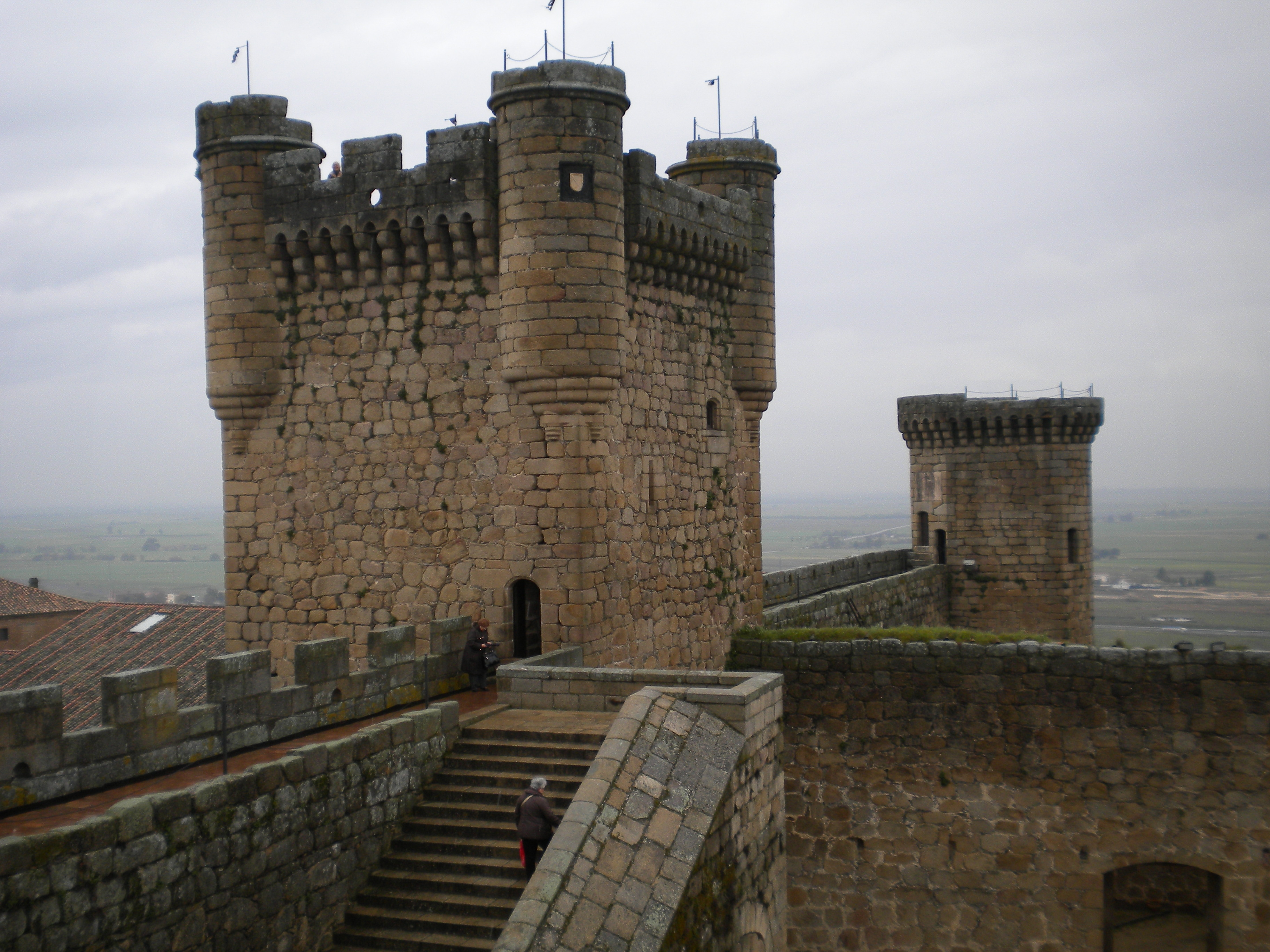
Torreprincipal del Castell

## Postals d'Oropesa

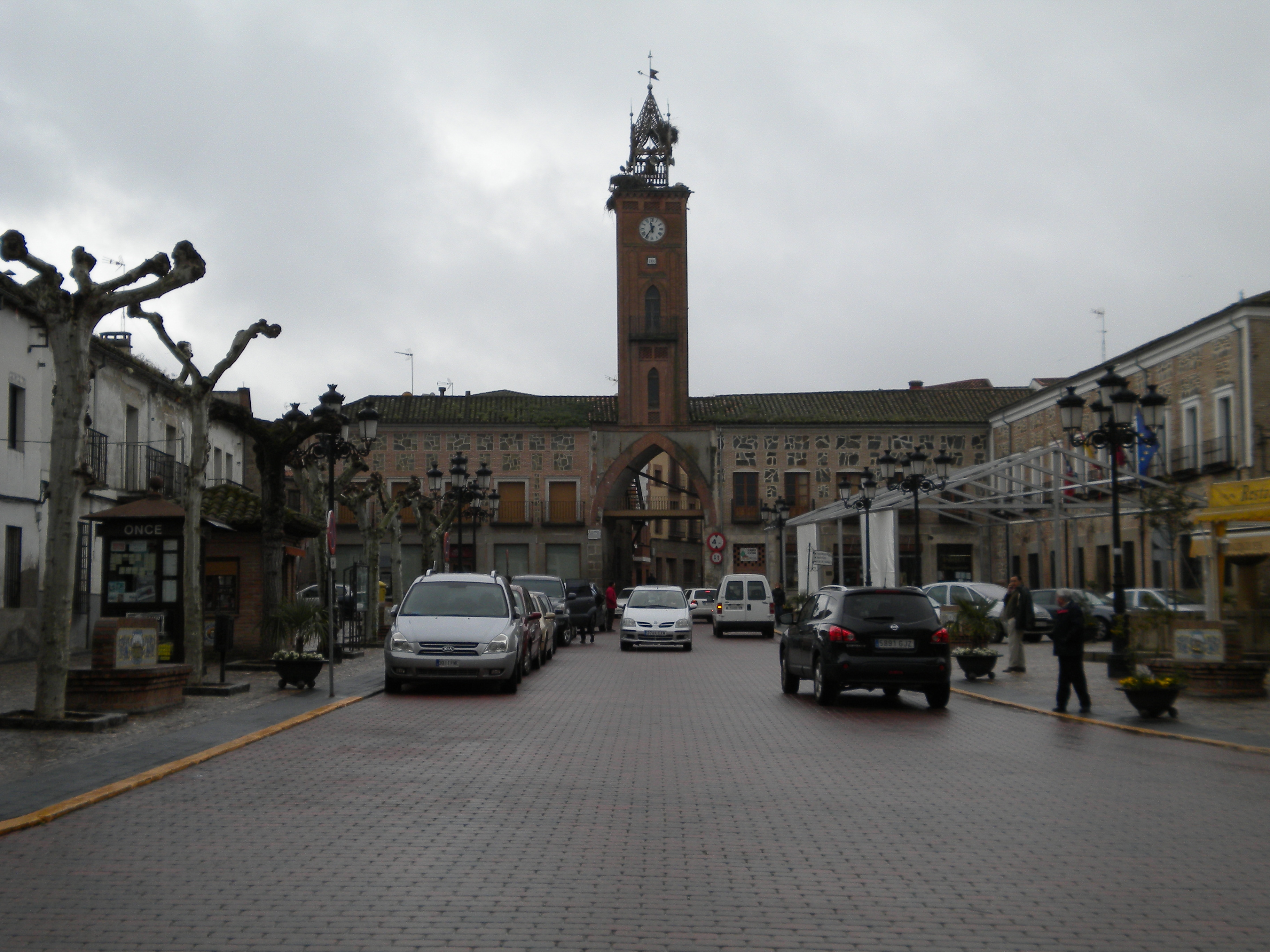
Passeig principal d'Oropesa
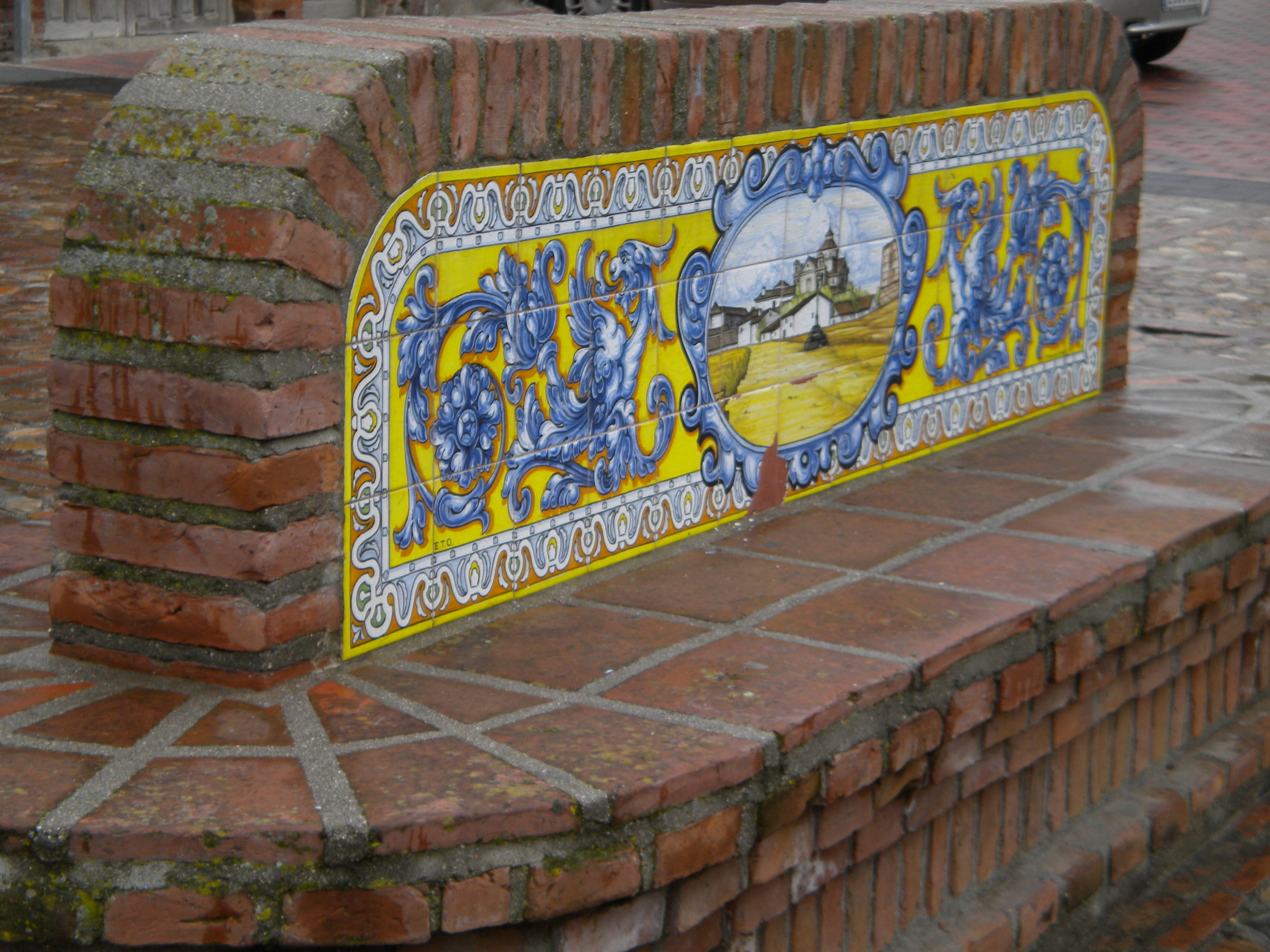
Banc d'obraamb la típica rajola talaverana
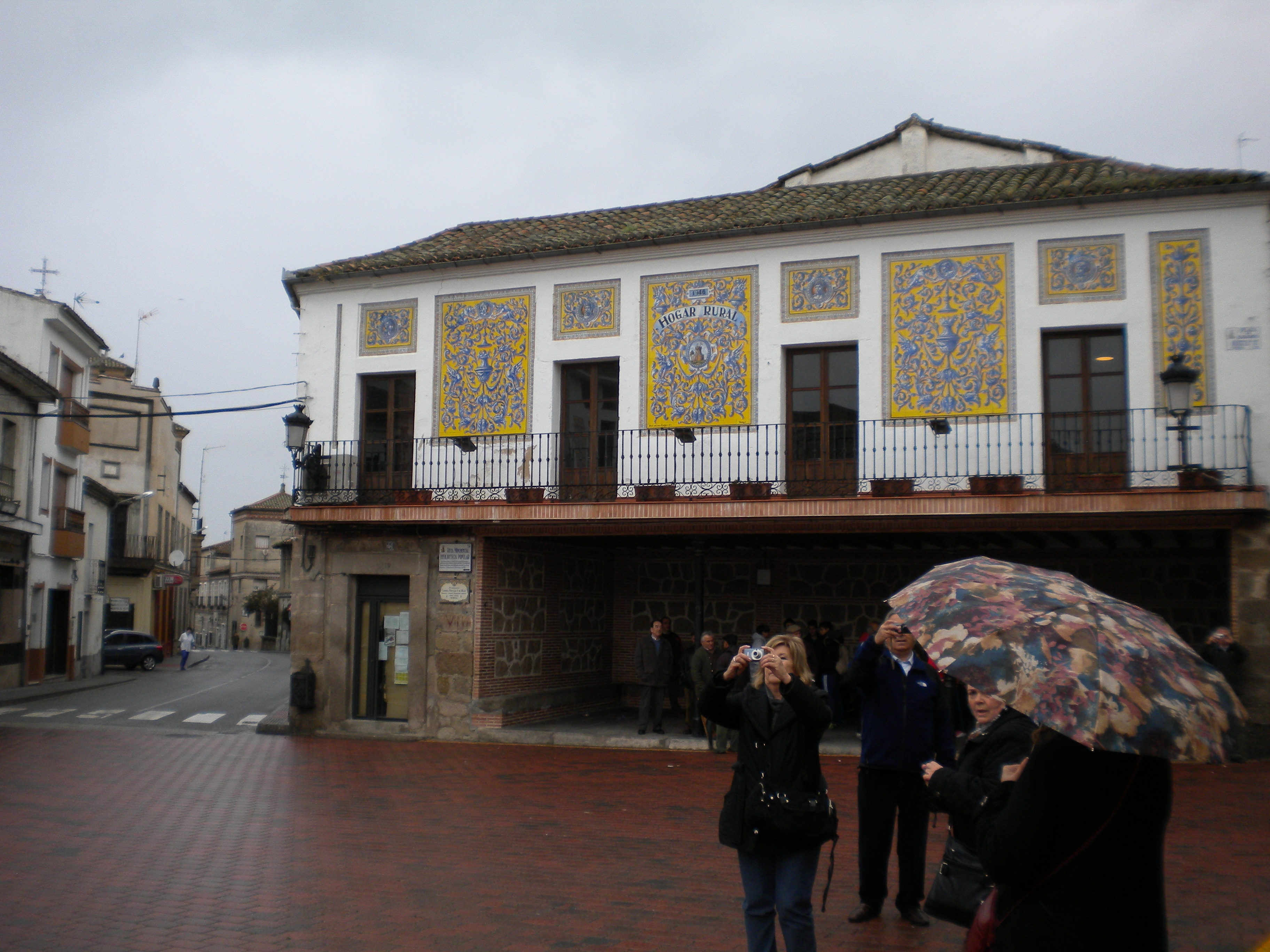
Edifici de l'Ajuntament
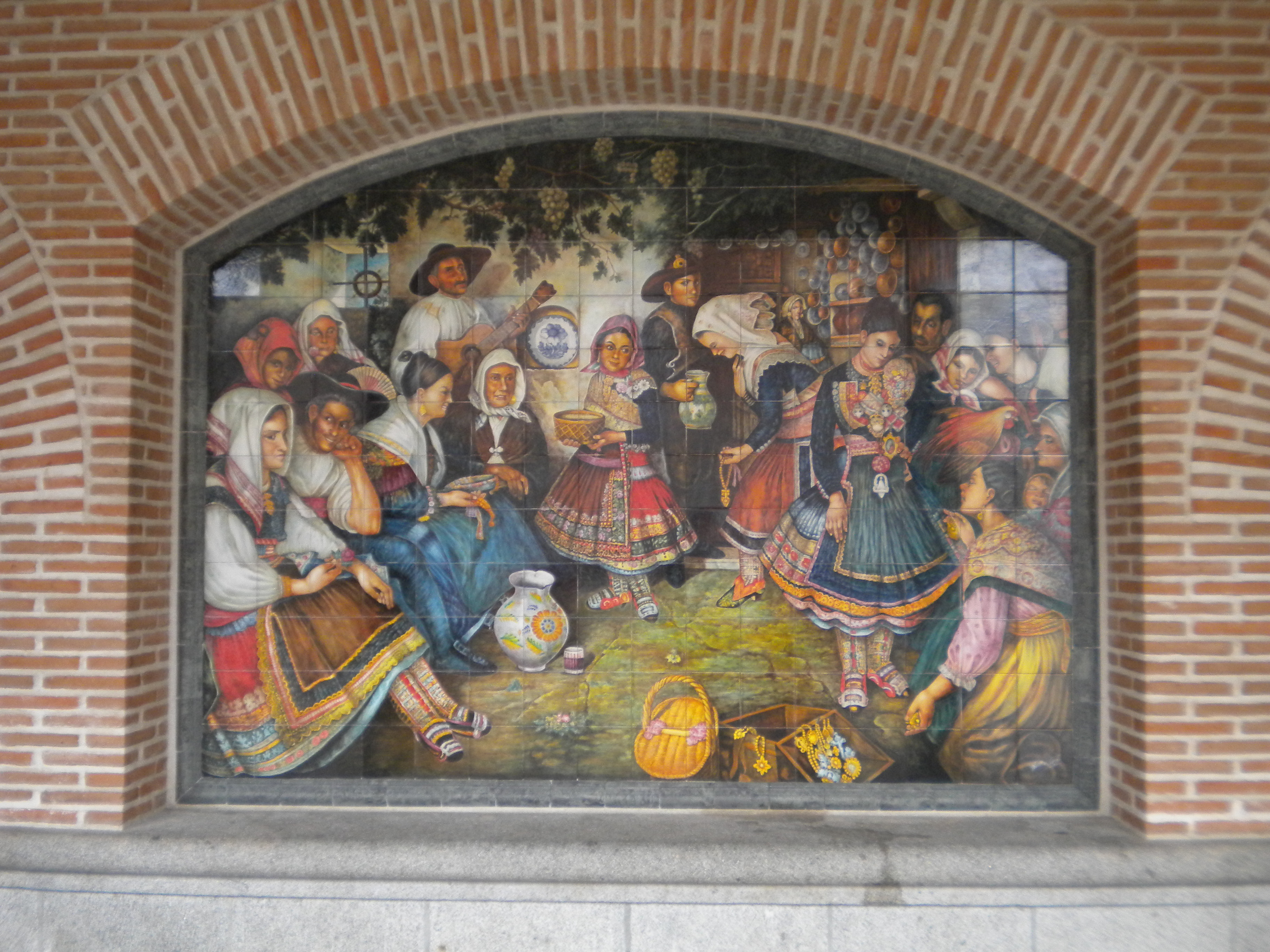
Galeria amb la ceramica de Talavera

## Demografia
| 1996  | 1998  | 1999  | 2000  | 2001  | 2002  | 2003  | 2004  | 2005  | 2006  |
| ----- | ----- | ----- | ----- | ----- | ----- | ----- | ----- | ----- | ----- |
| 2.834 | 2.736 | 2.736 | 2.717 | 2.691 | 2.716 | 2.846 | 2.836 | 2.869 | 2.860 |

## Administració
| Període      | Nom de l'alcalde/-essa                                           | Partit polític | Data de possessió |
| ------------ | ---------------------------------------------------------------- | -------------- | ----------------- |
| 1979 - 1983  | Agustín de Burgos de Victoriano                                  | UCD            | 19/04/1979        |
| 1983 - 1987  | Agustín de Burgos de Victoriano                                  | Independiente  | 28/05/1983        |
| 1987 - 1991  | María del Carmen Goicoechea Vega 22/06/1988 Antonio Aranda Pinto | PP PSOE        | 30/06/1987        |
| 1991 - 1995  | Antonio Aranda Pinto                                             | PSOE           | 15/06/1991        |
| 1995 - 1999  | María del Carmen Goicoechea Vega                                 | PP             | 17/06/1995        |
| 1999 - 2003  | María del Carmen Goicoechea Vega                                 | PP             | 03/07/1999        |
| 2003 - 2007  | Juan Antonio Morcillo Reviriego                                  | PSOE           | 14/06/2003        |
| 2007 - 2011  | Juan Antonio Morcillo Reviriego                                  | PSOE           | 16/06/2007        |
| 2011 - 2015  | José Manuel Sánchez Arroyo                                       | PP             | 11/06/2011        |
| 2015 - 2019  | Juan Antonio Morcillo Reviriego                                  | PSOE           | 13/06/2015        |
| 2019 - 2023  | n/d                                                              | n/d            | 15/06/2019        |
| Des del 2023 | n/d                                                              | n/d            | 17/06/2023        |

## Personatges il·lustres
- Rodrigo Orgóñez, conquistador espanyol.
- Alonso de Orozco, religiós i escriptor místic.
- Francisco de Herrera Maldonado, escriptor humanista.
- Martín Laso de Oropesa, traductor de Lucà.
- Francisco de Toledo, cinquè virrei del Perú.
- Bernardino Vázquez de Tapia, conquistador i cronista d'Índies.